# Ctenuchidia fulvibasis
Ctenuchidia fulvibasis är en fjärilsart som beskrevs av Erich Martin Hering 1925. Ctenuchidia fulvibasis ingår i släktet Ctenuchidia och familjen björnspinnare. Inga underarter finns listade i Catalogue of Life.